# Samostan Kraljice sv. Krunice u Tuzli
Samostan Kraljice sv. Krunice je samostan Družbe Kćeri Božje ljubavi u Tuzli. Nalazi se na mjestu starog Zavoda Kraljice sv. Krunice u ulici koja nosi naziv po samostanu (Kloster), Klosterska.
Izgrađen je uz zgradu KŠC Sv. Franjo, na istoj adresi. Časne sestre Družbe Kćeri Božje ljubavi vratile su se u Tuzlu prije izgradnje KŠC-a. U samostanu Kraljice sv. Krunice djeluju četiri od šest časnih sestara Kćeri Božje ljubavi koje su u Tuzli. Preostale dvije djeluju u Franjevačkom samostanu u Tuzli.
Časne sestre se u samostanu posvećuju radu s djecom, od čega najmanje dvije sestre rade s djecom.